# Kirchenpaueria bonnevieae
Kirchenpaueria bonnevieae is een hydroïdpoliep uit de familie Kirchenpaueriidae. De poliep komt uit het geslacht Kirchenpaueria. Kirchenpaueria bonnevieae werd in 1906 voor het eerst wetenschappelijk beschreven door Billard. 